# 山形市立第一小学校
山形市立第一小学校（やまがたしりつ だいいちしょうがっこう）は、山形県山形市本町一丁目にある公立小学校。略称は「山一小」、「山形一小」。山形市内では「一小」と呼ばれている。

## 概要
山形市中心部に建っており、学区内には山形市役所や山形駅が入っている。卒業者の大部分は山形市立第三中学校へ進学するが、一部は山形市立第一中学校へ進学する。

## 旧校舎
1927年（昭和2年）に7月に完成した旧校舎は山形県最初の鉄筋コンクリート製の小学校校舎であり、県内の秦・伊藤設計事務所がその設計に当たった。
校舎には当時最先端の建築様式の流行や技術が盛り込まれ、デザイン面ではドイツ表現主義やアール・デコなどに影響されている他、設備としては電気ストーブが導入されたり、スチール製の部品がサッシやドアに使用されたりするなどの特色が見られる。山形市教育委員会と東京大学大学院建築史研究室による調査の結果、建築史における価値が評価され、2001年に登録有形文化財に登録され、2009年には近代化産業遺産にも認定された。
なお、校舎としての役割は2004年に完成した新校舎に譲ることとなったが、2010年より県の観光・物産を案内したり、イベントを開催したりする多目的施設『山形まなび館・MONO SCHOOL』としてリニューアルオープンした。
2022年9月、改装が完了し、Q1として再リニューアルオープン。

## 学区
- 香澄町一丁目、香澄町二丁目、木の実町、桜町、十日町一丁目、十日町二丁目、七日町一丁目、七日町二丁目、旅篭町一丁目1番から3番まで、本町一丁目、本町二丁目

## 沿革
- 1887年（明治20年）4月1日 - 山形市内の既存の3校が統合され、横町尋常小学校が設立される[1]。
- 1889年（明治22年）10月1日 - 横町尋常小学校が山形市中部高等尋常小学校に改称[1]。
- 1893年（明治26年）6月1日 - 山形市第一区尋常高等小学校と改称[1]。
- 1908年（明治41年） - 高等小学校の新設に伴い、山形市立第一尋常小学校と改称[1]。
- 1923年（大正12年） - 校旗樹立[4]。
- 1927年（昭和2年） - 旧校舎落成。アメリカより、「青い目の人形『メリーちゃん』」が贈られる[4]。
- 1937年（昭和12年）11月10日 - 仙山線の全通式が大講堂で行われる。約1500人が出席[5]。
- 1941年（昭和16年） - 山形市第一国民学校に改称。
- 1947年（昭和22年） - 山形市立第一小学校に改称。
- 1949年（昭和24年） - 校歌制定[4]。
- 1959年（昭和34年） - PTAを奨学会と改称し、現在に至る[4]。
- 1964年（昭和39年） - 山形市立第十小学校が分離開校。奥羽本線以西の学区を分離。
- 1966年（昭和41年） - 知的障害児学級「おもだか学級」設置[4]。
- 1968年（昭和43年） - 言語障害特殊学級設置[4]。
- 1972年（昭和47年） - 情緒障害児学級「さくらんぼ学級」設置[4]。
- 1989年（平成元年） - 創立100周年記念式典挙行。「あしたに」の像建立[4]。
- 1990年（平成2年） - アメリカより、「青い目の人形『アイリーンちゃん』」が贈られる[4]。
- 1991年（平成3年） - ギューリック2世家族が来校し、青い目の人形フェスティバル開催[4]。
- 1995年（平成7年） - 肢体不自由児学級「かえで学級」設置[4]。
- 2001年（平成13年） - 旧校舎・門柱・柵が、文部科学省登録有形文化財に登録される[4]。
- 2002年（平成14年） - 特認校としてスタート。2学期制導入。新校舎改築工事着工[4]。
- 2003年（平成15年） - 新校舎・体育館・温水プール竣工[4]。
- 2004年（平成16年） - 新校舎等（新校舎・体育館・温水プール・グラウンド・中庭）完成し、落成式挙行[4]。
- 2005年（平成17年） - 新グラウンドでの運動会開催[4]。
- 2008年（平成20年） - 旧校舎改修工事開始[4]。
- 2009年（平成21年） - 創立120周年記念式典挙行し、講演会と祝賀会開催。記念誌発行。旧校舎改修工事と外構工事が完了[4]。
- 2010年（平成22年） - 旧校舎が「山形まなび館」としてオープン[4]。
- 2013年（平成25年） - 相撲場屋根改修[4]。
- 2014年（平成26年） - 屋内運動場吊り天井落下防止対策工事実施[4]。
- 2019年（令和元年） - 創立130周年記念式典挙行し、祝賀会開催[4]。
- 2020年（令和2年） - 新型コロナウイルス感染拡大防止により、臨時休校の措置を採る。校内無線LAN工事実施[4]。
- 2021年（令和3年） - 学校運営協議会を設置し、コミュニティスクールとなる。1人1台のタブレット端末の整備が完了し、活用開始[4]。
- 2022年（令和4年） - やまがたクリエイティブシティセンターQ1オープンにより、紅花文庫をやまがたクリエイティブシティセンターQ1に再整備[4]。

## 著名な出身者
- 伴淳三郎（俳優、コメディアン。）

## 周辺
- やまがたクリエイティブシティセンターQ1 - 同一建物内
- 山形グランドホテル
- 山形県道18号山形朝日線
- 山形中央郵便局
- 国道112号線
- 山形県村山総合支庁保健福祉環境部
  - 山形県村山保健所
  - 山形県衛生研究所
- 山形市休日夜間診療所
- 山形市民会館
- このほか、上述の山形グランドホテル以外の宿泊施設が点在するほか、中小の医療機関も点在する。

## アクセス
- 山交バス「中央郵便局前」停留所下車後、徒歩。
- JR東日本山形新幹線・奥羽本線（山形線）山形駅（東口）から、徒歩約1km・約15分。